# Crevedia
Crevedia es una comuna ubicada en el distrito de Dâmbovița, Rumania.

## Superficie
Posee una superficie de 52,78 kilómetros cuadrados.

## Demografía
Hasta 2021 la población era de 8811 habitantes, con una densidad de población de 166,9 habitantes por kilómetro cuadrado.